# Apu Nahasapeemapetilon
Apu Nahasapeemapetilon és un personatge de ficció de la serie nord-americana Els Simpsons. És el propietari d'una botiga situada a Springfield anomenada Kwik-E-Mart a la qual els Simpsons hi acostumen a comprar. És un immigrant de l'Índia. Va fer la seva primera aparició al capítol The Telltale Head. Segons Matt Groening, el nom d'Apu és de la pel·lícula dirigida per Satyajit Ray, Pather Panchali.
Apu treballa al "badulaque" les 24 hores del dia, ja que és el normal a l'Índia i per ell no suposa cap problema. És un personatge que no té molts diners, i que, sovint, el titllen com algú pobre. En varis episodis veiem com l'Snake (un lladre del poble) l'atraca i s'endú els diners (en un episodi Marge diu inclus "vaja, esperava poder arribar abans que l'atracament de les 7"). Ha rebut varies bales per culpa d'aquests atracaments.
En un episodi, Apu es casa amb una cosina seva, la Manjula, ja que així ho ordena la seva religió. La cerimònia es fa a casa de els Simpsons. Tindrà 8 fills amb aquesta dona. Viuen en un pis a Spingfield. En un altre episodi, Apu li serà infidel a Manjula amb la dona que li porta el gelat a la botiga.